# Ewbank da Câmara
Ewbank da Câmara là một đô thị thuộc bang Minas Gerais, Brasil. Đô thị này có diện tích 103,834 km², dân số năm 2014 là 3914 người, mật độ 38 người/km².